# Liste des musées des Pyrénées-Orientales
Cette page liste les musées des Pyrénées-Orientales.

## Amélie-les-Bains
- Musée des arts et traditions populaires[1].
- Musée de la Poste[2].

## Banyuls-dels-Aspres
- Musée vin, vigne et traditions au château Montana[3].

## Banyuls-sur-Mer
- Musée Maillol de Banyuls-sur-Mer[4] : musée d'art privé sur le sculpteur Aristide Maillol.

## Bélesta
- Château-musée de Préhistoire de Bélesta : musée archéologique[5].

## Céret
- Musée d'Art moderne de Céret (Label Musée de France)[6].
- Musée des Instruments de Céret : musée d'instruments de musique[7].
- Maison du patrimoine Françoise-Claustre : musée archéologique[8].

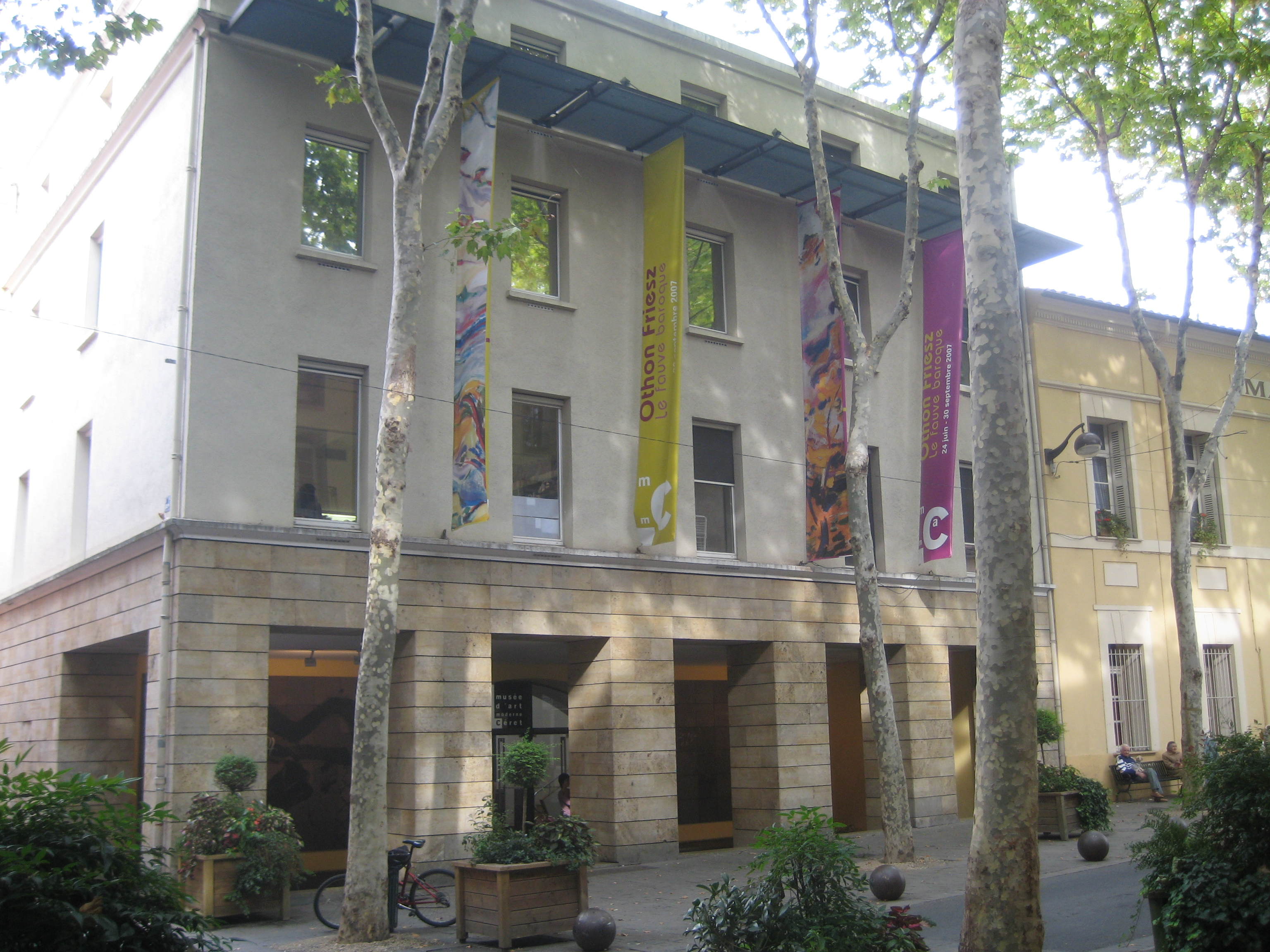
Musée d'Art moderne.
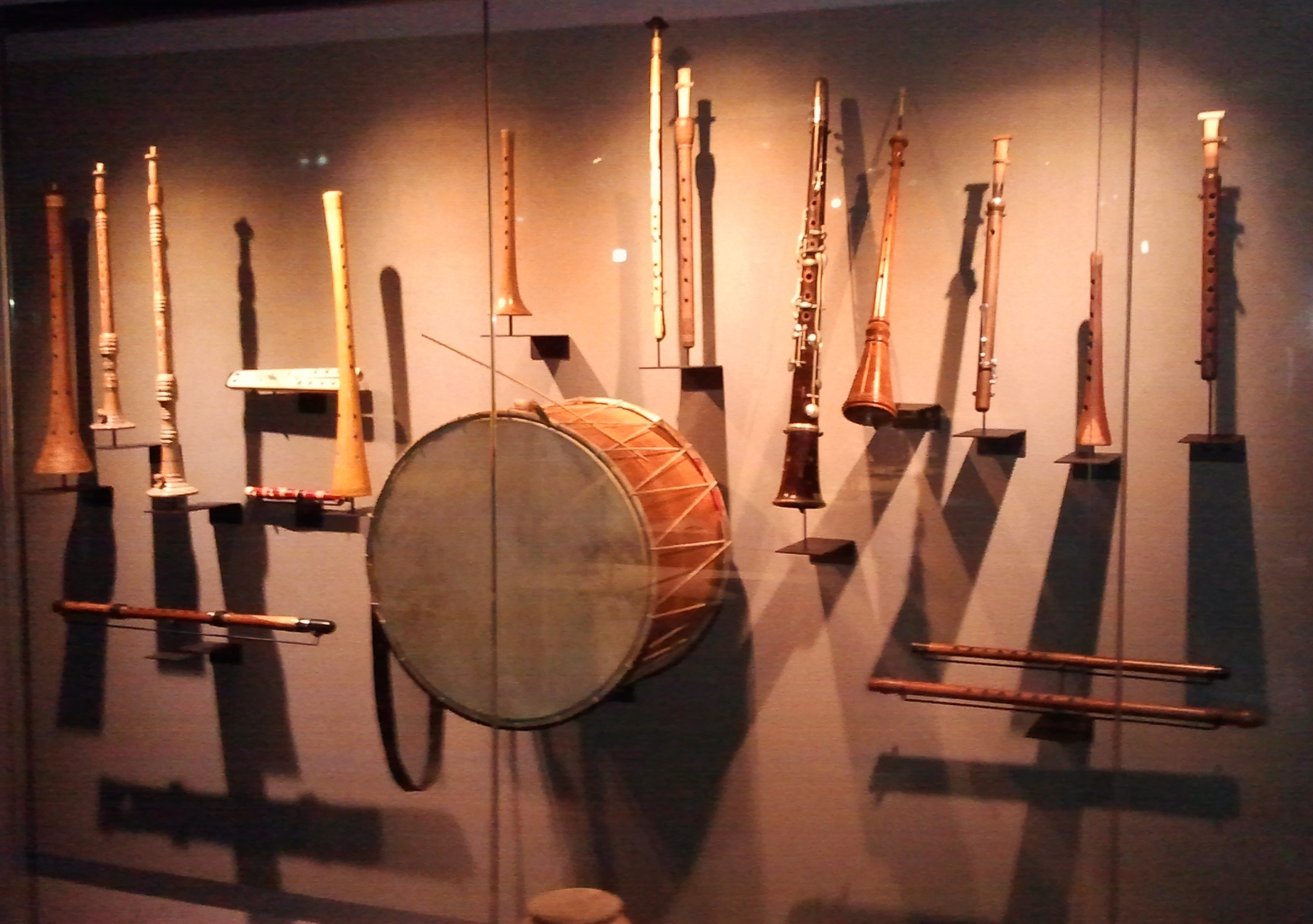
Musée des Instruments.
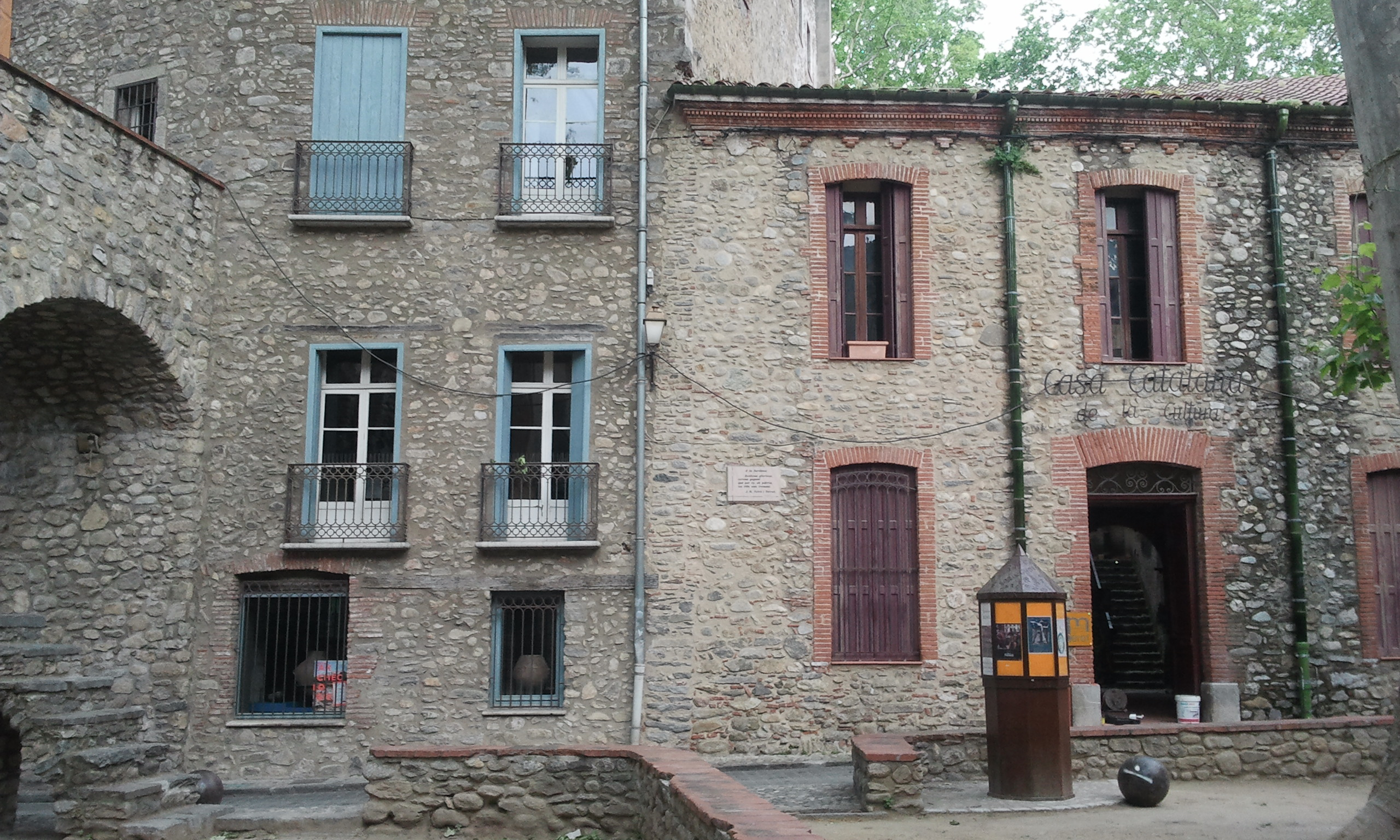
Maison du patrimoine.

## Collioure
- Musée d'art moderne de Collioure : expose des œuvres d'artistes liés à Collioure et la région[9].

## Dorres
- Musée du granit à Dorres : créé en 1999, il présente le travail et l'histoire des tailleurs de pierre[10].

## Escaro
- Musée de la mine d’Escaro-Aytua[11]

## Ille-sur-Têt
- Hospici d'Illa[12] : ancien hospice des XVIIe et XVIIIe siècles, aujourd'hui musée consacré à l'art roman et à l'art sacré.

## Passa
- Musée-théâtre l'Odyssée du Vigneron à Passa : musée-théâtre présentant des automates sur le thème de la vigne[13].

## Perpignan
- Centre d'art contemporain Walter-Benjamin : créé en 2013, il a été fermé en 2019[14].
- Musée catalan des arts et traditions populaires au Castillet (Label Musée de France)[15].
- Muséum d'histoire naturelle de Perpignan (Label Musée de France)[16].
- Musée Hyacinthe-Rigaud (Label Musée de France)[17] : musée des beaux-arts présentant une collection de peintures, sculptures et arts décoratifs, notamment un fonds important de peintures de Hyacinthe Rigaud.
- Musée des monnaies et médailles Joseph-Puig (Label Musée de France)[18] : musée de numismatique.
- Musée des Poupées Bella[19].

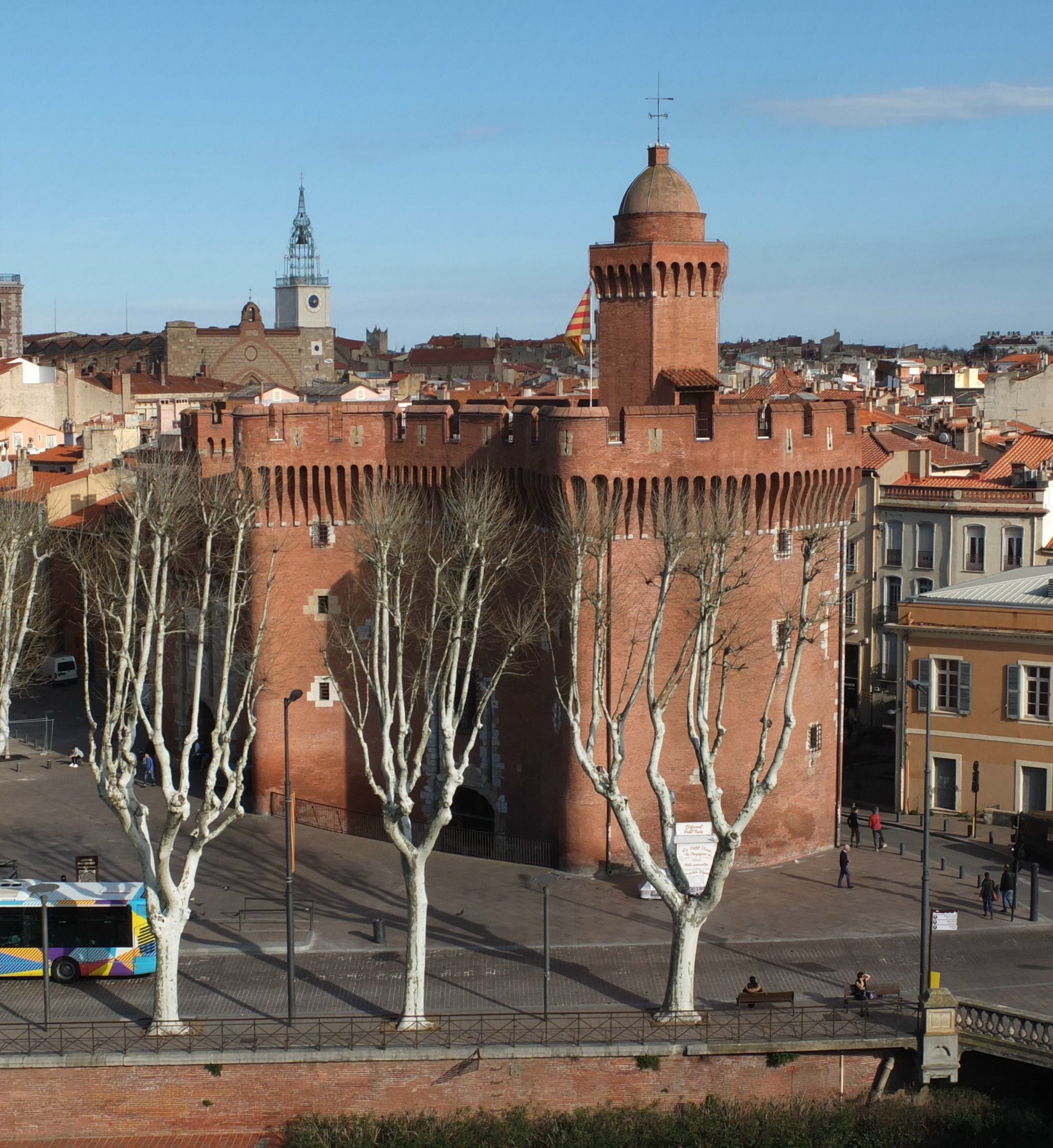
Castillet.
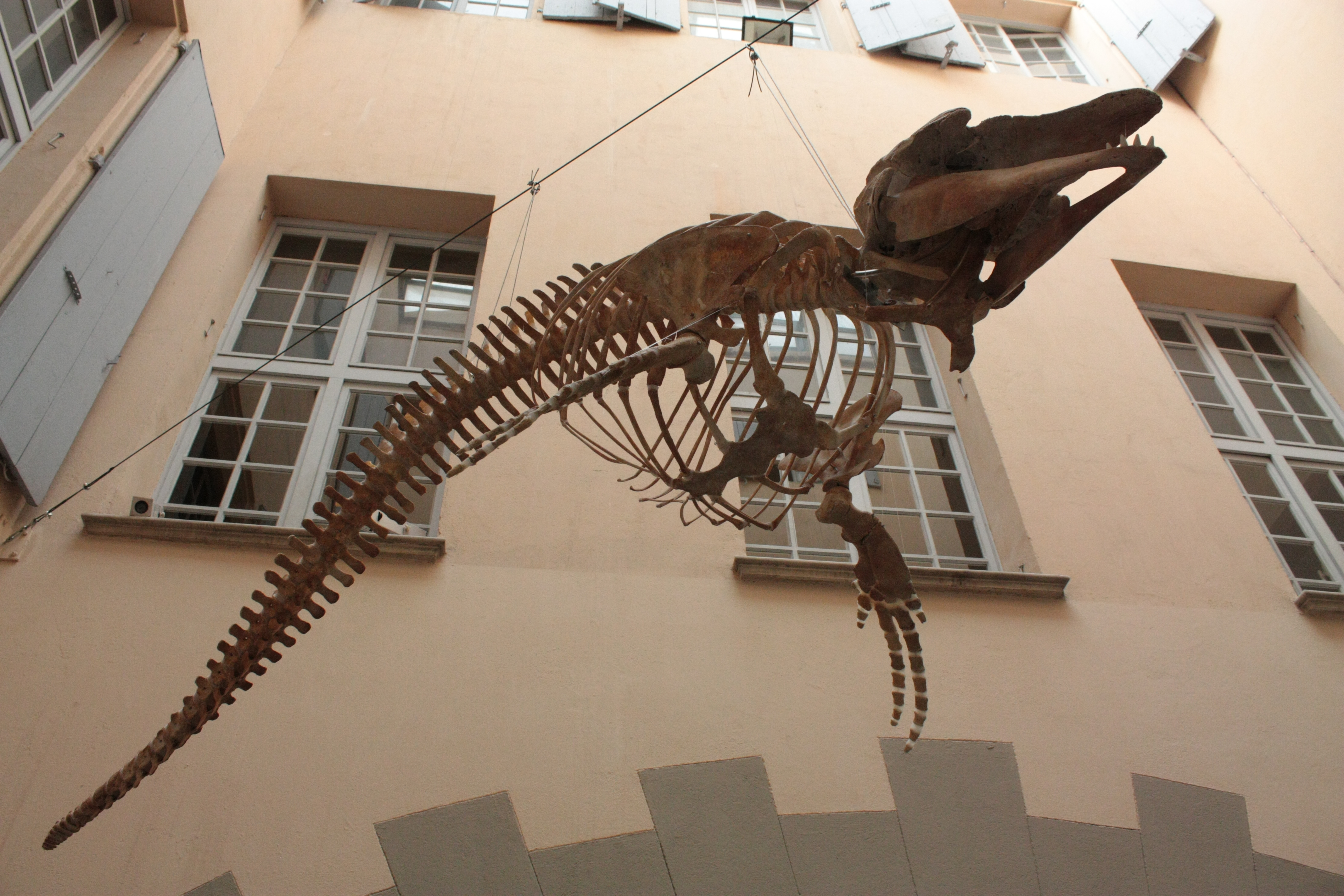
Squelette de Dauphin de Risso au Muséum d'histoire naturelle.
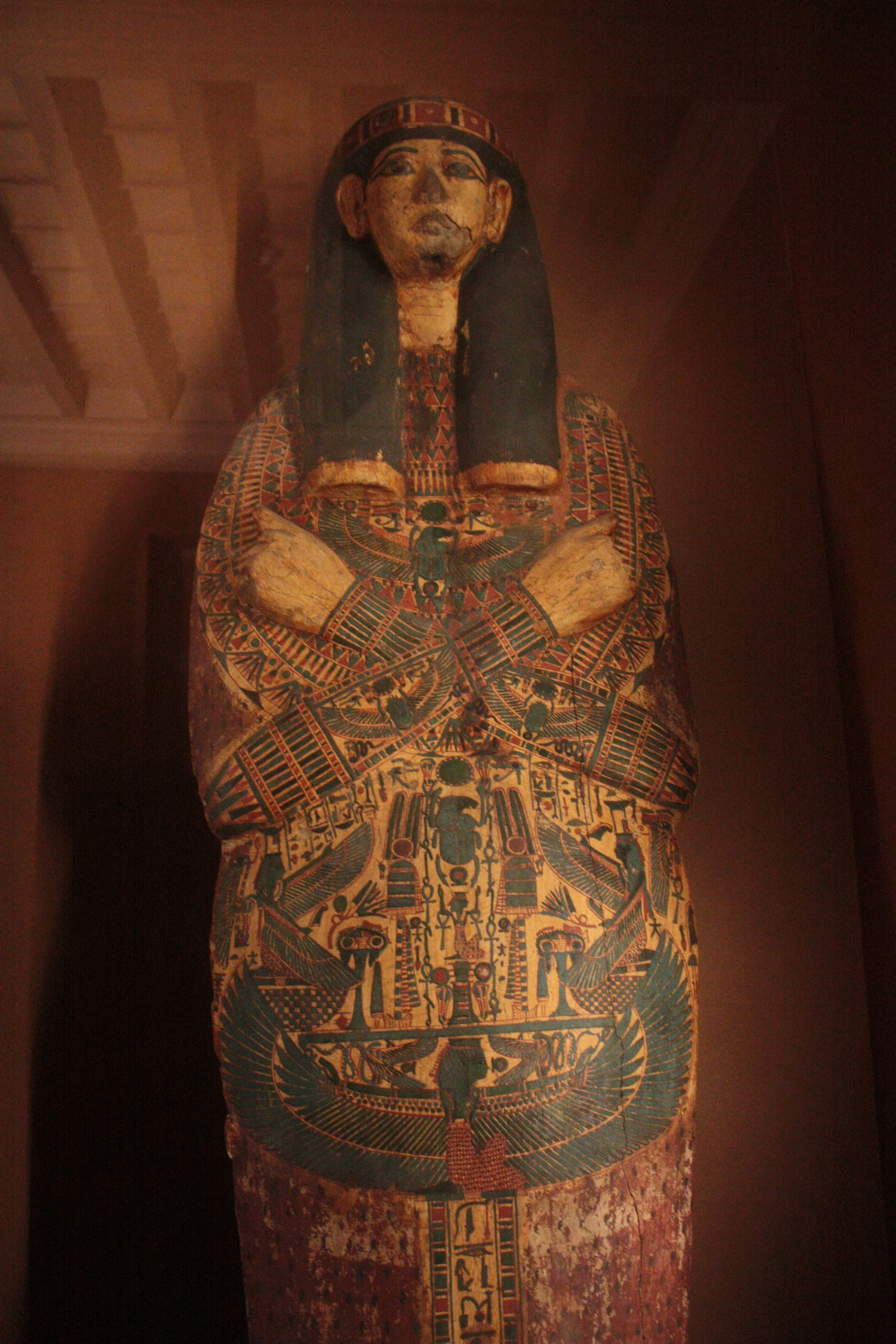
Momie du Muséum d'histoire naturelle.
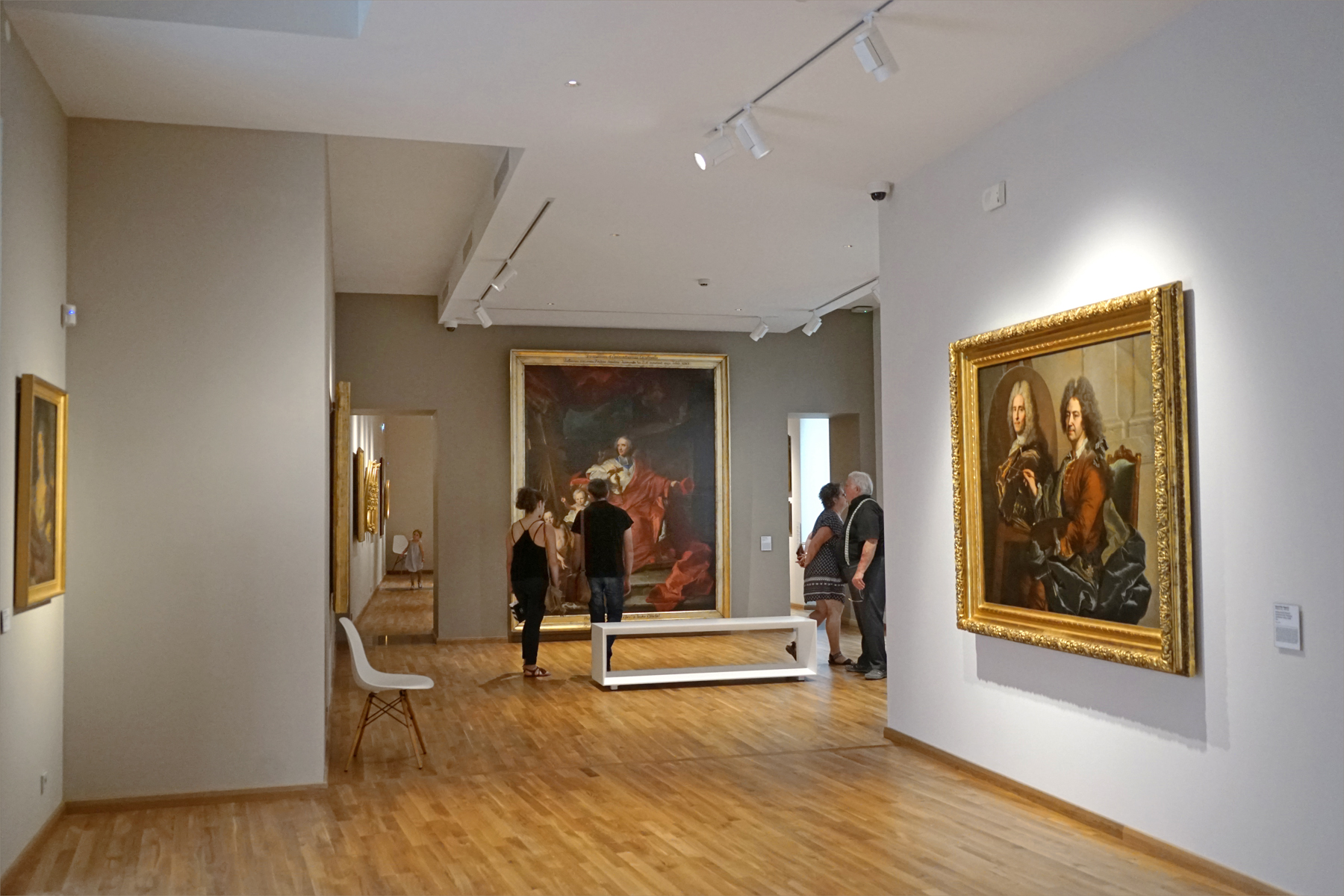
Musée Hyacinthe-Rigaud.
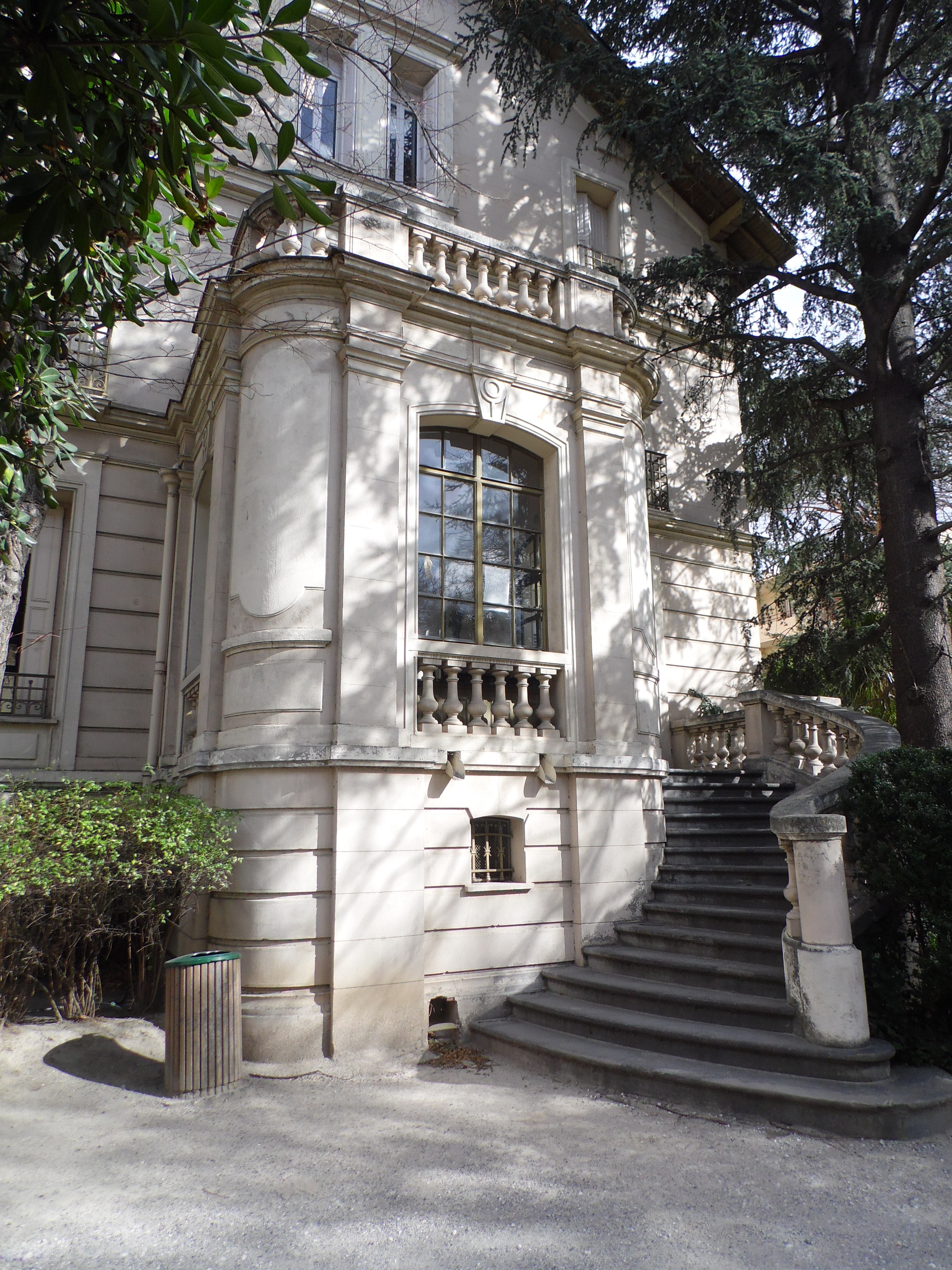
Musée des monnaies et médailles.

## Rivesaltes
- Mémorial du Camp de Rivesaltes[20] : rend hommage aux personnes incarcérées ou hébergées dans ce camp au gré des événements historiques.
- Maison natale du Maréchal Joffre : musée (Label Maison des Illustres) consacré à la mémoire de Joseph Joffre, vainqueur de la bataille de la Marne[21].

## Saint-André
- Maison de l'art roman : créé en juin 2003, il présente des éléments de l'ancien monastère bénédictin médiéval de Saint André[22].

## Saint-Cyprien
- Collection François-Desnoyer : exposition d’œuvres d'art issues du legs du peintre François Desnoyer (1894-1972)[23].

## Sainte-Léocadie
- Musée de Cerdagne (Label Musée de France) : musée d'ethnologie et d'histoire[24].

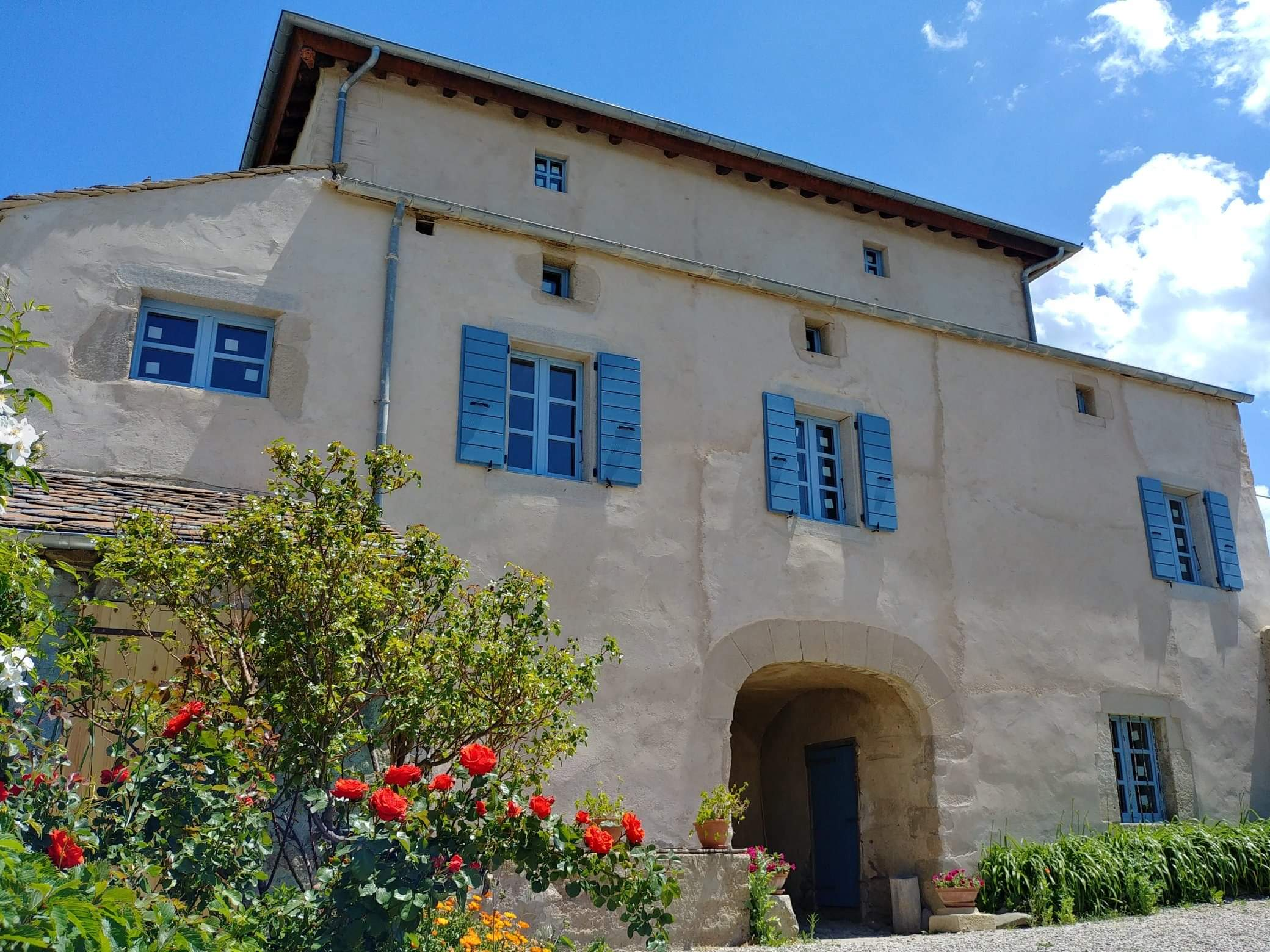
Musée de Cerdagne.

## Saint-Laurent-de-Cerdans
- Maison du patrimoine et de la mémoire André-Abet[25].

## Saint-Paul-de-Fenouillet
- Église du chapitre de Saint-Paul-de-Fenouillet : elle abrite un musée consacré aux arts, aux traditions populaires, à l'archéologie, à la numismatique et aux minéraux[26].

## Tautavel
- Écomusée du miel et de l'Abeille[27].
- Musée de Tautavel - Centre européen de préhistoire (Label Musée de France)[28] : consacré à la Préhistoire et en particulier aux découvertes effectuées à la Caune de l'Arago située sur la même commune, dont l'Homme de Tautavel.

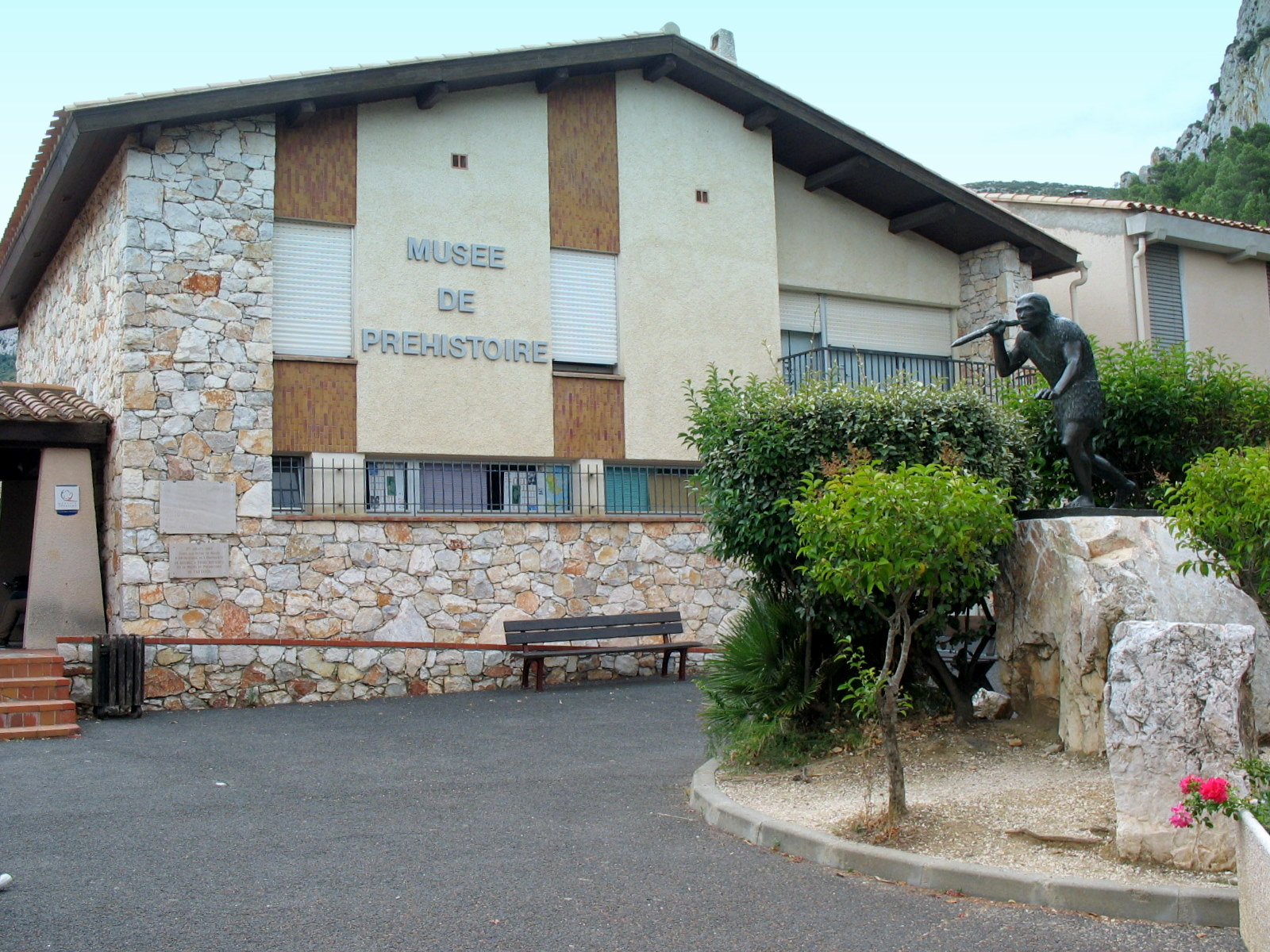
Musée de Tautavel.
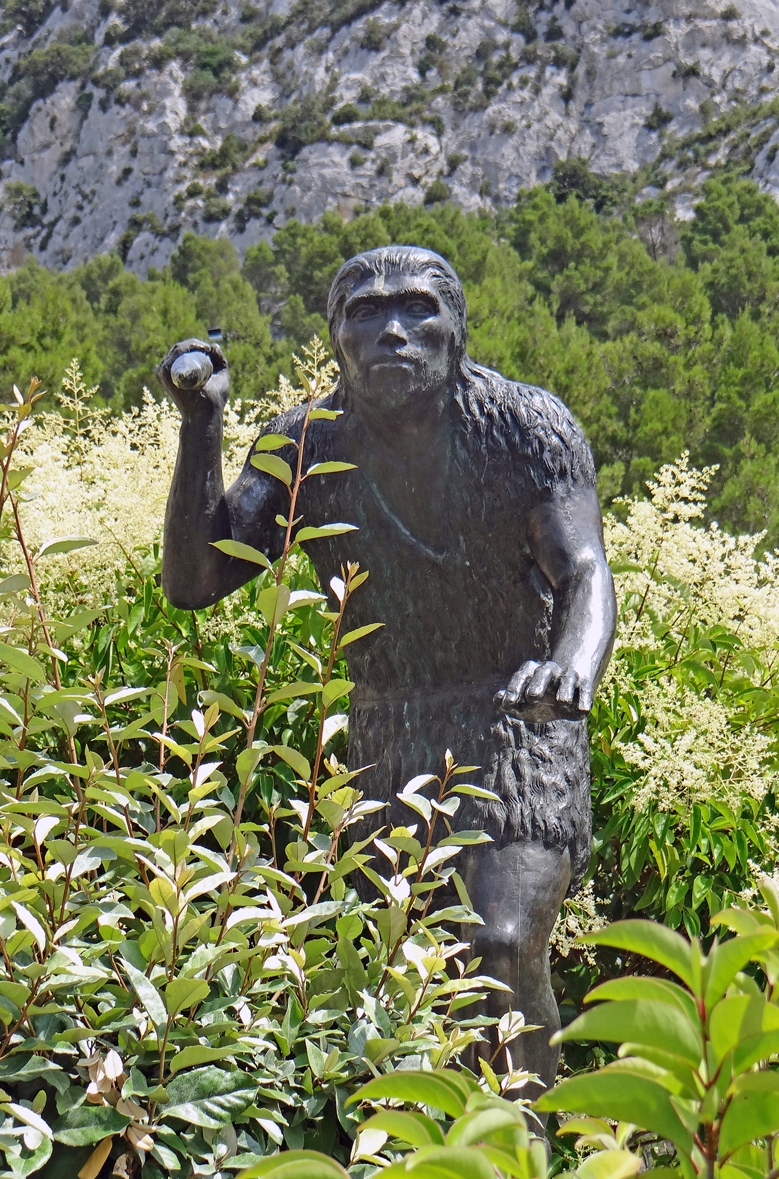
Statue de l'homme de Tautavel.
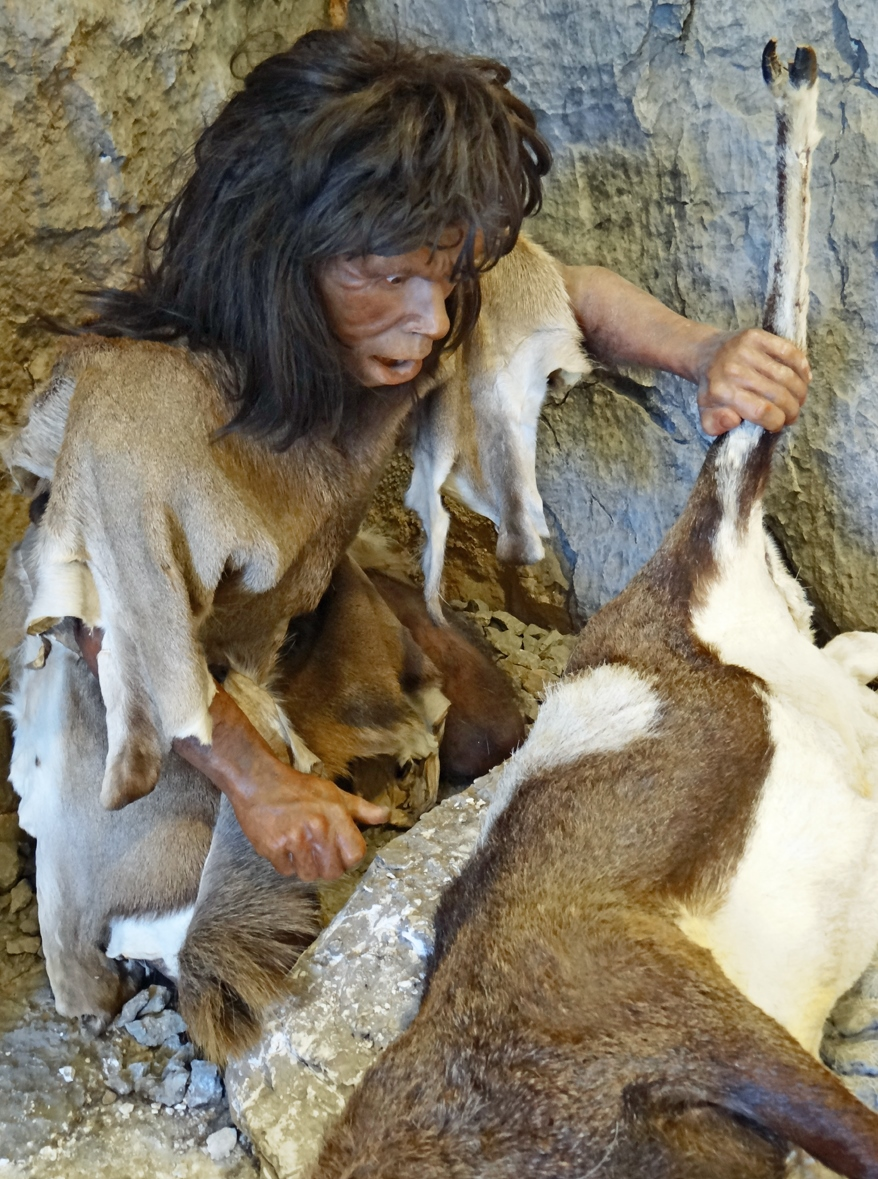
Reconstitution de l'homme de Tautavel.

## Thuir
- Musée des arts et traditions populaires : Créé en 1994, il présente l'habitat traditionnel catalan[29].

## Vernet-les-Bains
- Musée de géologie et de paléontologie[30].